# الزينات (أمطيل)
الزينات هو دُوَّار يقع بجماعة زينات، إقليم تطوان، جهة طنجة تطوان الحسيمة في المملكة المغربية. ينتمي الدوّار لمشيخة أمطيل التي تضم 4 دواوير. يقدر عدد سكانه بـ 1447 نسمة حسب الإحصاء الرسمي للسكان والسكنى لسنة 2004.

## روابط خارجية
- البوابة الوطنية للجماعات الترابية
- المندوبية السامية للتخطيط